# Luosaari (ö i Norra Österbotten)
Luosaari är en ö i Finland. Den ligger i sjön Särkiperä och i kommunen Kuusamo i den ekonomiska regionen  Koillismaa ekonomiska region  och landskapet Norra Österbotten, i den nordöstra delen av landet, 700 km norr om huvudstaden Helsingfors. Öns area är 1,8 hektar och dess största längd är 270 meter i sydöst-nordvästlig riktning.